# Günter Holzmann
Günter Holzmann, né en 1912 à Breslau, dans la Silésie alors allemande, et décédé le 6 janvier 2001 à l’âge de 89 ans, est un résistant allemand au nazisme puis un militant d'Amérique latine. L'important legs d'un million de dollars, soit alors environ 750 000 euros qu’il a offert au journal Le Monde diplomatique a permis à l'équipe rédactionnelle, rassemblée au sein de l’Association Günter Holzmann (AGH), de devenir actionnaire du journal. Günter Holzmann a écrit le récit de sa vie dans un livre autobiographique paru en 1997 : On dit que j’ai survécu quelque part au-delà des mers.

## Biographie
Né au sein d'une famille juive très patriote, Günter Holzmann fut brutalement confronté, dès le début des années 1930, à la montée du nazisme[source insuffisante]. Décidé à rendre coup pour coup, il fonda alors un groupe antifasciste et affronta les Jeunesses hitlériennes. Persécuté et fiché par la Gestapo, Günter Holzmann plongea alors dans la clandestinité. Arrêté, il fut expulsé de l’université au nom des lois antijuives de 1935 et dut poursuivre ses études de médecine à Cambridge en Angleterre. Ses retours clandestins en Allemagne devinrent alors de plus en plus dangereux, risquant de l'envoyer dans un camp où une partie de sa famille avait déjà été déportée.
Contraint de s’exiler, il se retrouve, par les hasards de la vie, au Pérou, puis en Bolivie et découvre l’Amérique latine, son patrimoine culturel et naturel ainsi que ses profondes inégalités sociales. Il entreprend alors une seconde vie en défendant les cultures indigènes, l’environnement et le sort des déshérités. Il deviendra dès les années 1950 l’un des pionniers de la lutte écologique à laquelle il consacrera les dernières années de sa vie.
Günter Holzmann aura ainsi activement participé à deux grands combats idéologiques du XXe siècle : contre les fascismes au cours de la première moitié, et pour la défense de l’environnement dans la seconde.
L’aide financière qu’il a généreusement apportée au Monde diplomatique en lui léguant la quasi-totalité de son patrimoine (environ 5 millions de francs) a permis à l'équipe rédactionnelle, rassemblée au sein de l’Association Günter Holzmann (AGH), de devenir l’un des trois actionnaires du journal désormais constitué en filiale du Monde SA.

## Association Günter Holzmann
L’association sans but lucratif "Günter Holzmann" régie par la loi de 1901, a été créée à Paris le 31 mars 1995 Elle a fait l’objet d’une publication au Journal officiel du 10 mai 1995. Ses statuts précisent qu’elle comprend exclusivement les journalistes salariés et les autres membres du comité de rédaction du Monde diplomatique, ainsi que les employés et cadres salariés du journal.
Les statuts de la filiale Monde diplomatique stipulent quant à eux que l’association "Günter Holzmann" fera obligatoirement partie de la majorité qualifiée qui désignera le directeur de la publication. Ainsi, à côté de l’association de lecteurs des Amis du Monde diplomatique, l’équipe permanente du journal est devenue co-garante de l’indépendance rédactionnelle du titre.
En choisissant de s’appeler "Günter Holzmann" la petite équipe qui fabrique mensuellement Le Monde diplomatique a voulu rendre hommage à ce fidèle lecteur du Diplo depuis des décennies dont l'une des dernières actions aura été de mieux protéger l'identité de son journal favori.

## Mémoires des luttes
Günter Holzmann, qui par ailleurs avait déjà fait un apport financier à l’équipe du Monde diplomatique pour garantir l’indépendance du journal, est également à l'initiative, le 7 janvier 2000, de la création de l'association Mémoire des luttes, dont la mission est précisée dans le préambule des statuts : « Günter Holzmann, engagé depuis toujours dans des luttes pour un monde plus libre, plus juste, plus égalitaire, plus fraternel et solidaire, entend agir, au-delà de lui-même, pour contribuer à ces combats et maintenir vivante leur mémoire. À cette fin, il souhaite que soit créée une institution à but non lucratif à laquelle, pour la rendre pérenne, il fait un apport financier. »

## Citation
« Pour nos combats de demain, pour un monde plus libre, plus juste, plus égalitaire, plus fraternel et solidaire, nous devons maintenir vivante la mémoire de nos luttes. »

« Si le citoyen n’est pas informé objectivement, dans un monde de plus en plus interdépendant, il demeure aveugle et sourd, et risque fatalement d’être manipulé par les grands médias de masse appartenant à des groupes ayant intérêt à répandre des idées fausses. Pour qu’une démocratie reste saine et efficace, les citoyens doivent avoir la garantie d’une information authentique et véridique, fondée sur des valeurs de justice, de liberté et de solidarité, qui leur permette de comprendre, de résister. Et d’agir. »